# 堀親庸
堀 親庸（ほり ちかのぶ、宝永4年11月8日（1707年12月1日） - 享保13年7月12日（1728年8月17日））は、信濃飯田藩の第5代藩主。信濃飯田藩堀家6代。
第4代藩主堀親賢の長男。母は村井伊右衛門の娘（貞松院）。幼名は一学。官位は従五位下、若狭守。
宝永4年（1707年）、堀親賢の嫡男として生まれる。正徳5年（1715年）、父の死により家督を相続した。幼少であったため、家老安富勘右衛門と堀新五左衛門が中心となって飯田藩を運営した。享保3年（1718年）に大地震「三河・伊那地震」が起こり、飯田城中が大破し、領内に大きな被害が出て深刻な財政難に陥った。
跡継ぎを儲けぬまま享保13年（1728年）に22歳で死去した。跡を弟の親蔵が継いだ。墓所は東京都渋谷区広尾の祥雲寺。

## 系譜
父母
- 堀親賢（父）
- 貞松院 - 村井伊右衛門の娘、側室（母）

養子
- 堀親蔵 - 親賢の次男